# Доан, Элиф
Эли́ф Дога́н (тур. Elif Doğan; род. 6 сентября 1994, Стамбул) — турецкая актриса

 театра, кино, телевидения и озвучивания, певица и преподаватель английского языка.

## Биография и карьера
Элиф Доган родилась 6 сентября 1994 года в Стамбуле (Турция). Её мать, Дилек Эргин, умерла в июне 2022 года. Доган окончила педагогический факультет Стамбульского университета по специальности «Преподавание английского языка» и факультет музыкального театра Государственной консерватории Стамбульского университета. Она работала преподавателем английского языка на кафедре преподавания английского языка педагогического факультета Стамбульского университета.
Ещё будучи студенткой, Доган принимала участие в музыкальных спектаклях и посещала сообщество мюзиклов «Путешествие на Бродвей». Состоя в сообществе, она сыграла в таких пьесах, как «Богема», «Вестсайдская история», «Лак для волос» и «Русалочка». Её вокальный диапазон составляет 3 октавы. В 2016 году Доган впервые появилась на телеэкране в роли Суны Пекташ телесериале «Любовь не понимает слов». В том же году она сыграла роль Зейнеп в телесериале «Жизнь иногда сладка». С 2017 по 2018 год играла роль Хале Атик в телесериале «Чукур». В 2018 году сыграла роль Ойкю Текин в телесериале «Очередь за нами». В 2020 году сыграла роль Азры Бозолу в телесериале «О, моя юность». В 2021 году сыграла роль Симге в цифровом сериале «Чистая правда». Доган также занимается озвучиванием рекламных роликов, книг и короткометражных фильмов.

## Фильмография
| Год       |    | Русское название           | Оригинальное название   | Роль                                     |
| --------- | -- | -------------------------- | ----------------------- | ---------------------------------------- |
| 2016      | с  | Любовь не понимает слов    | Aşk Laftan Anlamaz      | Суна Пекташ                              |
| 2016      | тф | Потерянная жемчужина       | Kayıp İnci              | Инджи Алике                              |
| 2016—2017 | с  | Жизнь иногда сладка        | Hayat Bazen Tatlıdır    | Зейнеп                                   |
| 2017—2018 | с  | Чукур                      | Çukur                   | Хале Атик / Мелиха Санджаклы в молодости |
| 2018      | с  | Очередь за нами            | Darısı Başımıza         | Ойкю Текин                               |
| 2019      | с  | Богатый и бедный           | Zengin ve Yoksul        | Алейна Эрдемли                           |
| 2020      | ф  | Любовь любит случайности 2 | Aşk Tesadüfleri Sever 2 | Сема в молодости                         |
| 2020      | с  | О, моя юность              | Gençliğim Eyvah         | Азра Бозолу                              |
| 2021—2022 | с  | Легенда                    | Destan                  | Туткун                                   |
| 2022      | с  | Мы всего лишь друзья       | Sadece Arkadasiz        | Лейла                                    |
| 2023      | с  | Алтай                      | Altay                   | Водная девушка                           |
| 2023      | с  | Камень желаний             | Dilek Taşı              | Севда Рона                               |